# Shiwan Ge Lengxiaohua
Shiwan Ge Lengxiaohua (十万个冷笑话, lett. Centomila brutti scherzi), conosciuto con il titolo inglese di One Hundred Thousand Bad Jokes, è un film d'animazione cinese, diretto da Lu Hengyu e Li Shujie, uscito il 31 dicembre 2014. Il lungometraggio è tratto dall'omonima serie a fumetti parodistica, pubblicata per la prima volta sul sito cinese YouYaoQi.